# Real Academia Extremeña de las Letras y las Artes
La Real Academia Extremeña de las Letras y las Artes, conocida también oficiosamente por las formas abreviadas Real Academia Extremeña o Real Academia de Extremadura, es una institución cuyo fin es ilustrar y exaltar los valores históricos, artísticos y literarios de la región española de Extremadura, promoviendo su investigación, mejor conocimiento, divulgación y salvaguarda. Su acta de fundación se firmó el 29 de diciembre de 1979 y fue creada oficialmente el 6 de junio de 1980 y promulgada por el Real Decreto 1422/1980. Su sede se encuentra en la ciudad de Trujillo (Cáceres).

## Historia
Como antecedentes a la creación, se habían producido algunos movimientos a favor de una academia extremeña, como la propuesta del poeta Joaquín Montaner en la I Asamblea de Estudios Extremeños celebrada en Badajoz en 1948. Desde esa fecha, en sucesivos Congresos de Estudios Extremeños se siguió poniendo de relieve la necesidad de poner en marcha una academia, siendo en el celebrado en Trujillo en 1979, con ocasión del Centenario de Francisco Pizarro, cuando se dio el paso definitivo.
En la ciudad de Trujillo se produjo una primera sesión constitutiva el 29 de diciembre de 1979 por parte de académicos de ámbito nacional. Siguiendo las normas del Instituto de España, se fijó la sede en la ciudad trujillana y se delimitó el ámbito en la región de Extremadura, que en aquellos momentos se encontraba en la etapa preautonómica previa a la aprobación del Estatuto de Autonomía de Extremadura en 1983. En cualquier caso, contó desde el primer momento con el apoyo de la Junta preautonómica de Extremadura, así como las dos diputaciones provinciales de la región, Diputación de Cáceres y Diputación de Badajoz.
El 6 de junio de 1980 se promulgaba el Real Decreto de creación de la Academia, publicándose en el BOE el 14 de julio. Sería el 2 de septiembre cuando se celebró la primera Junta constituyente, mientras que la primera de carácter público tuvo lugar el 3 de diciembre. El proceso de constitución definitiva se completó el 8 de mayo de 1982. Ese mismo año el marqués de Lorenzana, don Mateo Jaraquemada Guajardo-Fajardo, donó su palacio familiar a la Academia para fijar en ella su sede. Tras las definitivas obras de reforma interior del edificio, la sede concluida fue inaugurada por S.M. la Reina Doña Sofía el 9 de octubre de 2000.

## Sede

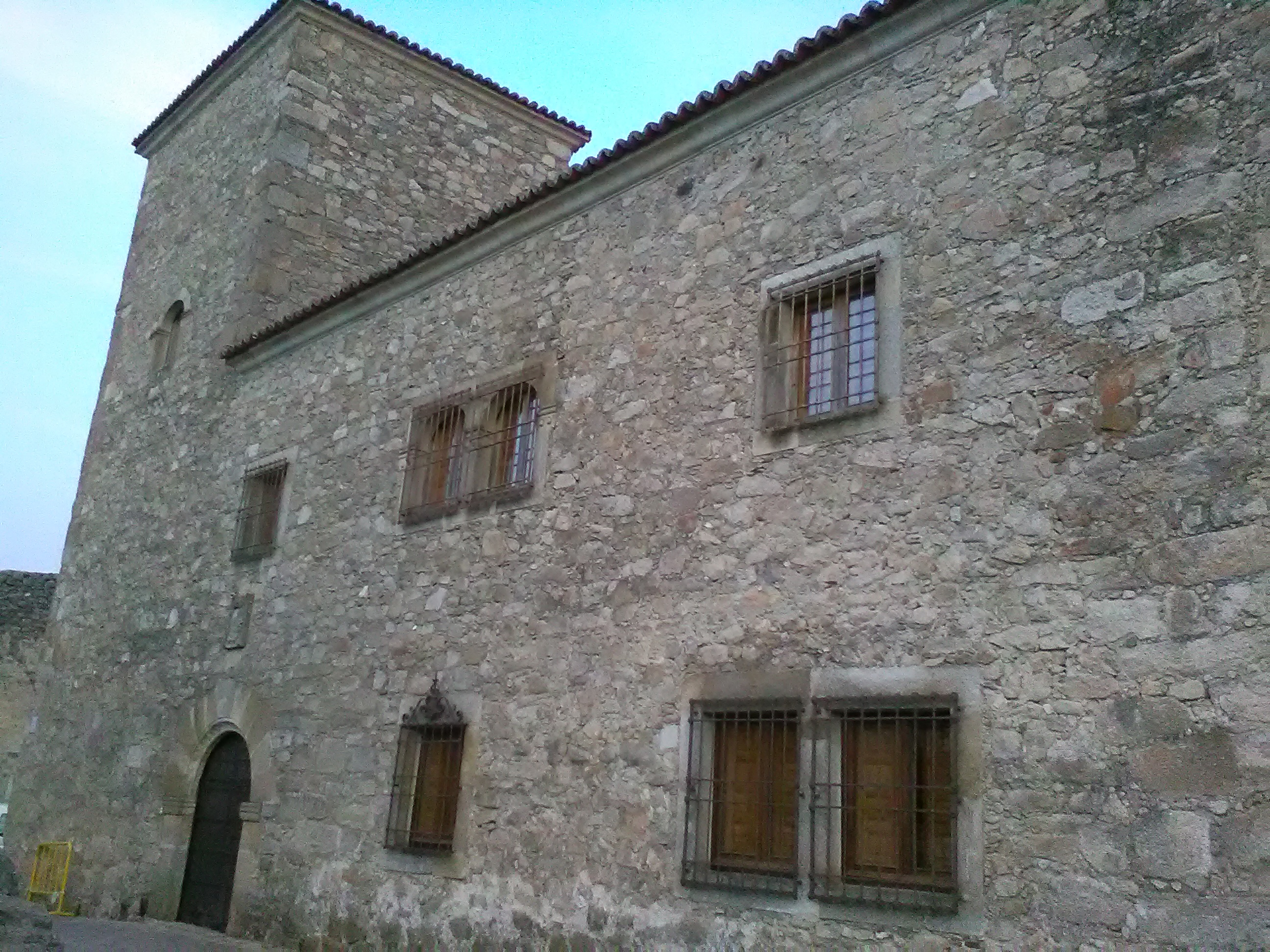
Fachada del Palacio de Lorenzana, sede de la Real Academia de Extremadura

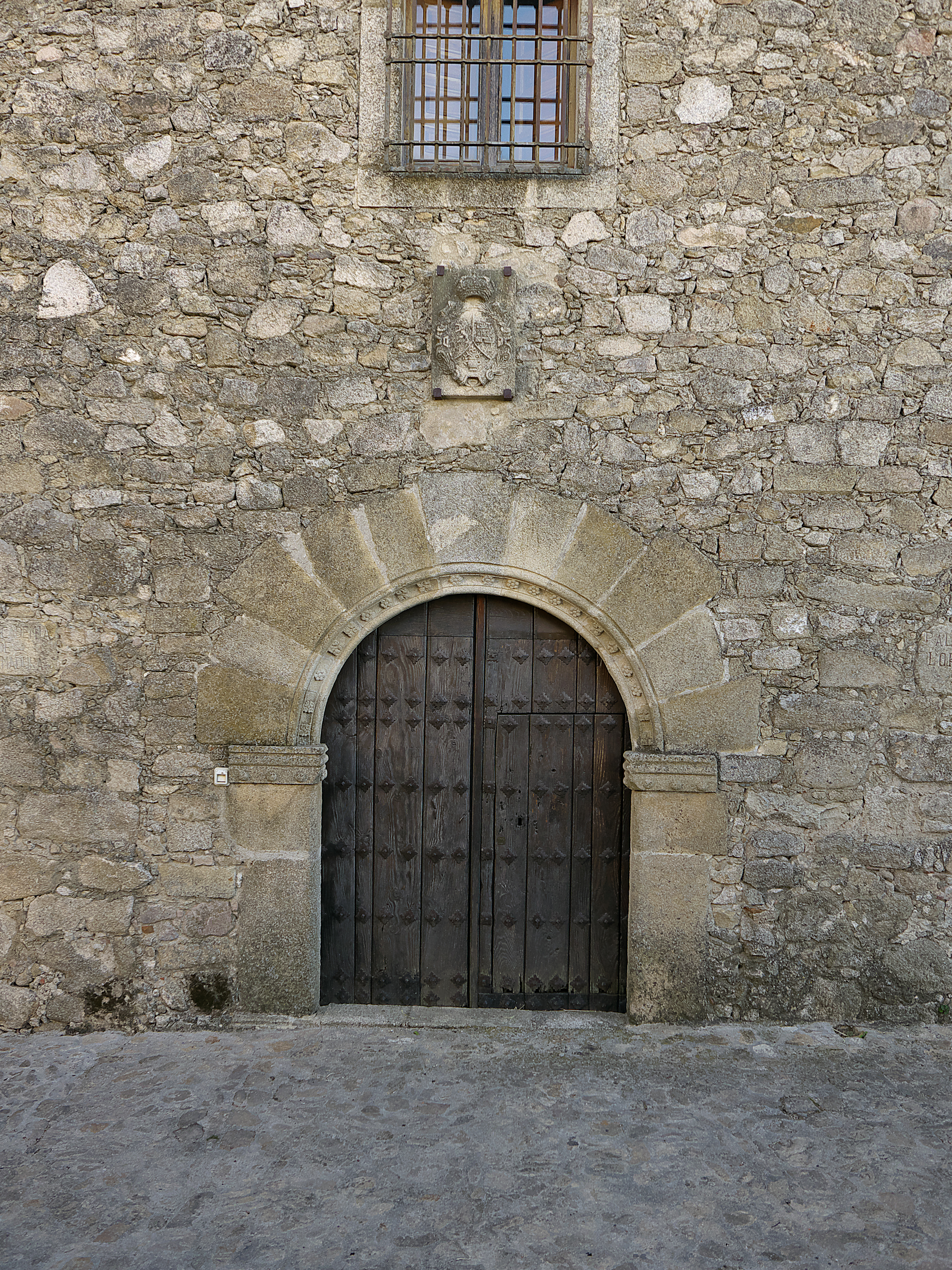
Palacio de Lorenzana (s. XVI), Trujillo

La Academia tiene como sede el Palacio de Lorenzana, situado en el Conjunto Histórico de Trujillo. Se trata de un palacio renacentista de la familia Pizarro Hinojosa, señores de Torrecillas. El 24 de junio de 1642 don Álvaro Pérez Quiñones y Lorenzana, Gobernador de Panamá y Guatemala, recibe el título de Marqués de Lorenzana, nombre por el que desde entonces se conoce al palacio.
En el año 1982 se redactó un proyecto de edificación para una primera fase de obras de rehabilitación del Palacio, especialmente de la parte exterior del edificio. Entre los años 1998 y 1999 se ejecutaron las obras para acondicionar el edificio, que cuenta con una planta baja donde se encuentran, entre otras dependencias, salones de actos y reuniones, así como vivienda para conserje. Cuenta con un gran patio central articulador. En la primera planta se hallan los despachos, sala de reuniones, así como la sala de estudios y la biblioteca.

## Símbolos
El Escudo de la Academia queda definido de la siguiente manera:

Escudo oval con campo partido: 1º de León (de plata, un león de púrpura lampasado y armado de gules -y si se desea, coronado de oro); 2º de Castilla (de gules, un castillo de oro, mazonado de sable y aclarado de azur); entado en punta un jarrón mariano (de azur, un jarrón de oro con un manojo de azucenas de plata, talladas y foliadas de sinople); al timbre una corona real cerrada. Se acola a una cartela que se adorna con una láurea de sinople (formada por hojas de laurel).

Igualmente, la Medalla de la institución se define así:

Escudo redondo mantelado; en el primer cuartel león siniestrado de gules coronado de oro sobre campo de plata (armas de Badajoz); en el segundo, castillo de oro mazonado y aclarado en sable sobre campo de gules (armas de Cáceres); mantel de azur, jarrón de plata con ramo de azucenas (símbolo de Guadalupe); timbrado con corona real cerrada. El reverso llevará la inscripción Real Academia de Extremadura, y el cordón será verde y plata. Estarán numeradas del 1 al 25.

## Académicos
La Mesa de la Academia está formada por Director, Secretario, Tesorero y Censor. El cargo de Secretario es perpetuo, mientras que los otros se renuevan cada cinco años. El Director tiene voto de calidad en las resoluciones y acuerdos. En 2014 era Director con la plaza vacante. Existen a su vez Académicos de Número, Correspondientes y de Honor.

## Comisiones
La Academia cuenta con las Comisiones permanentes de Heráldica y Genealogía, Indias, de Reglamentos, de Correspondientes y de Patrimonio de la Sede (Palacio de Lorenzana).

## Boletín
Entre las publicaciones de la Academia, destacan las periódicas, como es el caso del Boletín de la Real Academia de Extremadura. Su primer número se editó en 1990, con un carácter semestral en dos tomos por número hasta 1997, siendo desde entonces editada en un único tomo de periodicidad anual. Antonio Viudas Camarasa fue primer director de este órgano de expresión desde su nombramiento por el pleno académico en 1989, presidido por Marino Barbero Santos, renovado sucesivamente cada cinco años, hasta su cese voluntario en 2004, en el que dejó de publicarse temporalmente durante varios años, siendo director José Miguel Santiago Castelo.